# Scandinavian Park
Scandinavian Park er et 150.000 m² stort indkøbsområde ved Hanved i Sydslesvig i Tyskland, ca. 5 km fra Frøslev Grænse, direkte beliggende ved motorvejen E45/A7.
Det er anlagt ud fra samme idé som med de tyske autohof, kombineret med grænsebutik og indeholder følgende butikker:
- Scandinavian Park – one stop to shop (grænsebutik)
- Mr. Scandis Funpark (legeland)
- Mr. Scandis Carwash (bilvaskehal)
- Mr. Scandis Truckwash (lastbilvaskehal)
- Mr. Scandis Camperwash
- meCafé
- Burger King
- team tankstation, døgnåben
- Polo (motorcykeludstyr)
- Angel Joe (alt til lystfiskere)
- ibis budget hotel
- Steak'n more (restaurant)
- Orion (erotikshop)
- Spielstation (spillecenter)
- Soundbox (hi-fi udstyr)
- Direkt Express Handewitt (Volkswagen-værksted)

Scandinavian Park startede i 2006 efter en planlægningsfase på næsten 3,5 år. Investoren bag Scandinavian Park er købmanden Hans-Werner Petersen, som også er ejer af det flensborgske traditionsfirma Rexim. Virksomheden Rexim Lebensmittelproduktion KG, oprettet i 1974, er blevet til et begreb indenfor kakao, bagværk, nødder, tørret frugt, slik, vin og spiritus i Tyskland og Skandinavien. 
Scandinavian Park og dets grænsebutik har desuden skabt flere hundrede arbejdspladser i regionen omkring Flensborg.